# Sanana (miasto)
Sanana – miasto w Indonezji na wyspie Sanana w prowincji Moluki Północne. Stanowi ośrodek administracyjny kabupatenu Kepulauan Sula.